# Atanasio IV di Costantinopoli
Atanasio IV (in greco Αθανάσιος Δ΄?; fl. XVII secolo) è stato un arcivescovo ortodosso greco, patriarca ecumenico di Costantinopoli per 8 giorni dal 2 agosto fino al 10 agosto 1679.